# Nuclear Blast Records
Nuclear Blast este o casă de discuri independentă și distribuitor de înregistrări cu subsidiarii în Germania, Statele Unite și Brazilia. Casa de discuri a fost fondată în 1987 de Markus Staiger în Germania. Inițial lansând înregistrări hardcore punk, casa de discuri s-a reprofilat pe albume ale formațiilor melodic death metal, grindcore, power metal și black metal, dar și albume tribut. Nuclear Blast este pe larg respectată ca fiind cea mai importantă casă de discuri a scenei death metal, alături de colegii non-RIAA de la Century Media. Oficiul principal al casei este în Donzdorf, Göppingen. Nuclear Blast America și Century Media lucrează împreună într-un partneriat strategic între cele două case metal independente. Ei sunt distribuiți prin RED Distribution, Fontana Distribution și Warner Music Group.